# Valer Toma
Valer Toma (Padina, 26 november 1957) is een Roemeens voormalig roeier. Toma maakte zijn Olympische debuut tijdens de Olympische Zomerspelen 1980 met een vierde plaats in de twee-zonder-stuurman. Bij de Wereldkampioenschappen roeien 1982 behaalde Toma de bronzen medaille in de vier-zonder-stuurman. Twee jaar later behaalde Toma samen met Petru Iosub de gouden medaille in de twee-zonder-stuurman tijdens de Olympische Zomerspelen 1984.

## Resultaten
- Olympische Zomerspelen 1980 in Moskou 4e in de twee-zonder-stuurman
- Wereldkampioenschappen roeien 1981 in München 7e in de twee-zonder-stuurman
- Wereldkampioenschappen roeien 1982 in Luzern  in de vier-zonder-stuurman
- Wereldkampioenschappen roeien 1983 in Duisburg 7e in de vier-zonder-stuurman
- Olympische Zomerspelen 1984 in Los Angeles  in de twee-zonder-stuurman
- Wereldkampioenschappen roeien 1985 in Hazewinkel 10e in de twee-zonder-stuurman
- Wereldkampioenschappen roeien 1986 in Nottingham 8e in de twee-zonder-stuurman

1904: Robert Farnan & Joseph Ryan ·
1908: Reginald Fenning & Gordon Thomson ·
1924: Teun Beijnen & Willy Rösingh ·
1928: Kurt Moeschter & Bruno Müller ·
1932: Lewis Clive & Hugh Edwards ·
1936: Willi Eichhorn & Hugo Strauß ·
1948: Jack Wilson & Ran Laurie ·
1952: Charles Logg & Thomas Price ·
1956: James Fifer & Duvall Hecht ·
1960: Valentin Borejko & Oleg Golovanov ·
1964: George Hungerford & Roger Jackson ·
1968: Jörg Lucke & Heinz-Jürgen Bothe ·
1972: Siegfried Brietzke & Wolfgang Mager ·
1976: Jörg Landvoigt & Bernd Landvoigt ·
1980: Jörg Landvoigt & Bernd Landvoigt ·
1984: Petru Iosub & Valer Toma ·
1988: Andy Holmes & Steve Redgrave ·
1992: Steve Redgrave & Matthew Pinsent ·
1996: Steve Redgrave & Matthew Pinsent ·
2000: Michel Andrieux & Jean-Christophe Rolland ·
2004: Drew Ginn & James Tomkins ·
2008: Drew Ginn & Duncan Free ·
2012: Eric Murray & Hamish Bond ·
2016: Eric Murray & Hamish Bond ·
2020: Martin Sinković & Valent Sinković ·
2024: Martin Sinković & Valent Sinković